# Wilhelm Anderson

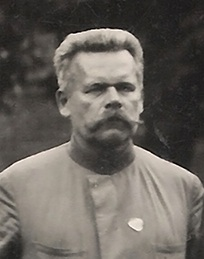
Wilhelm Anderson

Wilhelm Robert Karl Anderson (* 28. Oktober 1880 in Minsk, Gouvernement Minsk; † 26. März 1940 in Meseritz) war ein deutsch-baltischer Astrophysiker, der sich vor allem mit der physikalischen Struktur der Sterne beschäftigte.

## Leben
Wilhelm Anderson wurde in Minsk in eine deutschstämmige Familie geboren (seine Brüder waren der Statistiker Oskar Anderson und der Folklorist Walter Anderson) und verbrachte seine Jugend in Kasan, wo sein Vater Nikolai Anderson Professor für Finno-ugrische Sprachen war. Zwischen 1910 und 1920 arbeitete er als Physiklehrer in Samara und Minsk. 1920 siedelte er zusammen mit seinem Bruder Walter Anderson nach Tartu (Estland) um. An der Universität Tartu erlangte er 1923 den Magistergrad und 1927 den Doktorgrad. 1934 bewarb er sich um die Zulassung zur Habilitation zum Thema „Existiert eine obere Grenze für die Dichte der Materie und Energie?“ und wurde nach erfolgreichem Abschluss des Verfahrens 1936 als Dozent in Tartu eingestellt.
Zwischen 1937 und 1939 erkrankte Anderson an einem nervösen Leiden, welches zur Arbeitsunfähigkeit führte. Im Januar 1940 wurde er, wie viele Deutsch-Balten, nach Deutschland umgesiedelt, wo er schon im März 1940 in der Heil- und Pflegeanstalt Obrawalde bei Meseritz verstarb. Der Verdacht wurde geäußert, dass Anderson ein Opfer des nationalsozialistischen „Euthanasie“-Programms war.
Eine der wichtigsten Arbeiten Andersons befasste sich mit der Berechnung der oberen Massengrenze von Weißen Zwergen (1929, Tartu), die später als Chandrasekhar-Grenze bekannt wurde.

## Werke (Auswahl)
- Über die Existenzmöglichkeit von kosmischem Staube in der Sonnenkorona. In: Zeitschrift für Physik 28, 1924, S. 299–324, doi:10.1007/BF01327186.
- Über die Grenzdichte der Materie und der Energie. In: Zeitschrift für Physik 56, 1929, S. 851–856, doi:10.1007/BF01340146.